# 小行星5758
小行星5758（5758 Brunini）是一颗绕太阳运转的小行星，为主小行星带小行星。该小行星于1976年8月19日发现。

## 轨道参数
小行星5758的轨道半长轴为336 213 658 km，2.2474175 UA，离心率为0.062。